# Anthony Taylor (scheidsrechter)
Anthony Taylor (Manchester, 20 oktober 1978) is een Engels voetbalscheidsrechter. Hij is in dienst van FIFA en UEFA sinds 2013. Ook leidt hij sinds 2010 wedstrijden in de Premier League.
Op 3 februari 2010 leidde Taylor zijn eerste wedstrijd in de Engelse nationale competitie. Tijdens het duel tussen Fulham en Portsmouth (1–0) trok de leidsman eenmaal de gele kaart. In Europees verband debuteerde hij tijdens een wedstrijd tussen Śląsk Wrocław en Club Brugge in de voorronde van de UEFA Europa League; het eindigde in 1–0 en Taylor trok viermaal een gele kaart. Zijn eerste interland floot hij op 27 maart 2015, toen Macedonië met 1–2 verloor van Wit-Rusland. Tijdens dit duel gaf Taylor tien gele kaarten. In 2015 floot hij de finale van het EK onder 19 en in 2021 de finale van de UEFA Nations League 2020/21.
Taylor werd in juni 2021 aangesteld als scheidsrechter voor de wedstrijd tussen Denemarken en Finland op het uitgestelde EK 2020 in de speelstad Kopenhagen. De Deense voetballer Christian Eriksen kreeg er enkele minuten voor de rust een hartstilstand en viel vervolgens roerloos op de grond. Taylor merkte de situatie van de voetballer op en riep de medische staf op het veld. Mede door zijn interventie kon Eriksen gered worden en in het ziekenhuis behandeld worden. Samen met de kapitein van het Deense team, Simon Kjær, en de arts die de reanimatie succesvol uitvoerde werd scheidsrechter Taylor gezien als held van de avond. Het duel tussen de beide landen werd een uur later nog hervat en eindigde in een 0–1 overwinning voor Finland.
In mei 2022 werd hij gekozen als een van de scheidsrechters die actief zouden zijn op het WK 2022 in Qatar. Tijdens dit toernooi leidde hij twee wedstrijden. In april 2024 werd hij opgenomen op de lijst van scheidsrechters voor het EK 2024 in Duitsland. Op het toernooi floot hij twee groepswedstrijden en een kwartfinale.

## Interlands
| Datum             | Plaats                        | Wedstrijd                         | Uitslag | Competitie                    | Kreeg geel | Kreeg voor de tweede keer geel en dus rood | Weggestuurd |
| ----------------- | ----------------------------- | --------------------------------- | ------- | ----------------------------- | ---------- | ------------------------------------------ | ----------- |
| 27 maart 2015     | Skopje, Macedonië             | Macedonië – Wit-Rusland           | 1 – 2   | EK 2016 kwalificatie          | 10         | 0                                          | 0           |
| 8 juni 2015       | Oslo, Noorwegen               | Noorwegen – Zweden                | 0 – 0   | Vriendschappelijk             | 1          | 0                                          | 0           |
| 13 oktober 2015   | Strovolos, Cyprus             | Cyprus – Bosnië en Herzegovina    | 2 – 3   | EK 2016 kwalificatie          | 6          | 0                                          | 0           |
| 4 september 2016  | Cluj-Napoca, Roemenië         | Roemenië – Montenegro             | 1 – 1   | WK 2018 kwalificatie          | 4          | 0                                          | 0           |
| 13 november 2016  | Luxemburg, Luxemburg          | Luxemburg – Nederland             | 1 – 3   | WK 2018 kwalificatie          | 3          | 0                                          | 0           |
| 23 maart 2017     | Londen, Engeland              | Nigeria – Senegal                 | 1 – 1   | Vriendschappelijk             | 5          | 0                                          | 0           |
| 14 november 2017  | Leiria, Portugal              | Portugal – Verenigde Staten       | 1 – 1   | Vriendschappelijk             | 0          | 0                                          | 0           |
| 24 maart 2018     | Solna, Zweden                 | Zweden – Chili                    | 1 – 2   | Vriendschappelijk             | 3          | 0                                          | 0           |
| 27 maart 2018     | Madrid, Spanje                | Spanje – Argentinië               | 6 – 1   | Vriendschappelijk             | 5          | 0                                          | 0           |
| 1 juni 2018       | Nice, Frankrijk               | Frankrijk – Italië                | 3 – 1   | Vriendschappelijk             | 1          | 0                                          | 0           |
| 6 september 2018  | Uherské Hradiště, Tsjechië    | Tsjechië – Oekraïne               | 1 – 2   | Nations League 2018/19        | 2          | 0                                          | 0           |
| 11 oktober 2018   | Cardiff, Wales                | Wales – Spanje                    | 1 – 4   | Vriendschappelijk             | 0          | 0                                          | 0           |
| 16 november 2018  | Rotterdam, Nederland          | Nederland – Frankrijk             | 2 – 0   | Nations League 2018/19        | 5          | 0                                          | 0           |
| 8 juni 2019       | Athene, Griekenland           | Griekenland – Italië              | 0 – 3   | EK 2020 kwalificatie          | 3          | 0                                          | 0           |
| 9 september 2019  | Ljubljana, Slovenië           | Slovenië – Israël                 | 3 – 2   | EK 2020 kwalificatie          | 5          | 0                                          | 0           |
| 14 oktober 2019   | Kiev, Oekraïne                | Oekraïne – Portugal               | 2 – 1   | EK 2020 kwalificatie          | 5          | 1                                          | 0           |
| 14 november 2019  | Istanbul, Turkije             | Turkije – IJsland                 | 0 – 0   | EK 2020 kwalificatie          | 5          | 0                                          | 0           |
| 14 oktober 2020   | Bergamo, Italië               | Italië – Nederland                | 1 – 1   | Nations League 2020/21        | 3          | 0                                          | 0           |
| 12 november 2020  | Tbilisi, Georgië              | Georgië – Noord-Macedonië         | 0 – 1   | EK 2020 kwalificatie          | 5          | 0                                          | 0           |
| 18 november 2020  | Belgrado, Servië              | Servië – Rusland                  | 5 – 0   | Nations League 2020/21        | 5          | 0                                          | 0           |
| 12 juni 2021      | Kopenhagen, Denemarken        | Denemarken – Finland              | 0 – 1   | EK 2020                       | 2          | 0                                          | 0           |
| 19 juni 2021      | München, Duitsland            | Portugal – Duitsland              | 2 – 4   | EK 2020                       | 2          | 0                                          | 0           |
| 26 juni 2021      | Londen, Engeland              | Italië – Oostenrijk               | 2 – 1   | EK 2020                       | 5          | 0                                          | 0           |
| 2 september 2021  | Solna, Zweden                 | Zweden – Spanje                   | 2 – 1   | WK 2022 kwalificatie          | 4          | 0                                          | 0           |
| 10 oktober 2021   | Milaan, Italië                | Spanje – Frankrijk                | 1 – 2   | Finale Nations League 2020/21 | 4          | 0                                          | 0           |
| 12 november 2021  | Rome, Italië                  | Italië – Zwitserland              | 1 – 1   | WK 2022 kwalificatie          | 5          | 0                                          | 0           |
| 29 maart 2022     | Porto, Portugal               | Portugal – Noord-Macedonië        | 2 – 0   | WK 2022 kwalificatie          | 3          | 0                                          | 0           |
| 5 juni 2022       | Solna, Zweden                 | Zweden – Noorwegen                | 1 – 2   | Nations League 2022/23        | 5          | 0                                          | 0           |
| 25 september 2022 | Amsterdam, Nederland          | Nederland – België                | 1 – 0   | Nations League 2022/23        | 4          | 0                                          | 0           |
| 28 november 2022  | Ar Rayyan, Qatar              | Zuid-Korea – Ghana                | 2 – 3   | WK 2022                       | 4          | 0                                          | 0           |
| 1 december 2022   | Ar Rayyan, Qatar              | Kroatië – België                  | 0 – 0   | WK 2022                       | 1          | 0                                          | 0           |
| 7 september 2023  | Praag, Tsjechië               | Tsjechië – Albanië                | 1 – 1   | EK 2024 kwalificatie          | 5          | 0                                          | 0           |
| 12 september 2023 | Dortmund, Duitsland           | Duitsland – Frankrijk             | 2 – 1   | Vriendschappelijk             | 2          | 0                                          | 0           |
| 12 oktober 2023   | Osijek, Kroatië               | Kroatië – Turkije                 | 0 – 1   | EK 2024 kwalificatie          | 9          | 0                                          | 0           |
| 15 november 2023  | Felcsút, Hongarije            | Israël – Zwitserland              | 1 – 1   | EK 2024 kwalificatie          | 7          | 0                                          | 1           |
| 21 maart 2024     | Boedapest, Hongarije          | Israël – IJsland                  | 1 – 4   | EK 2024 kwalificatie          | 1          | 0                                          | 1           |
| 26 maart 2024     | Marseille, Frankrijk          | Frankrijk – Chili                 | 3 – 2   | Vriendschappelijk             | 0          | 0                                          | 0           |
| 21 juni 2024      | Leipzig, Duitsland            | Nederland – Frankrijk             | 0 – 0   | EK 2024                       | 1          | 0                                          | 0           |
| 26 juni 2024      | Stuttgart, Duitsland          | Oekraïne – België                 | 0 – 0   | EK 2024                       | 2          | 0                                          | 0           |
| 5 juli 2024       | Stuttgart, Duitsland          | Spanje – Duitsland                | 2 – 1   | EK 2024                       | 13         | 1                                          | 0           |
| 14 oktober 2024   | Zenica, Bosnië en Herzegovina | Bosnië en Herzegovina – Hongarije | 0 – 2   | Nations League 2024/25        | 4          | 0                                          | 0           |
| 23 maart 2025     | Tbilisi, Georgië              | Georgië – Armenië                 | 6 – 1   | Nations League 2024/25        | 4          | 0                                          | 0           |

Laatst bijgewerkt op 27 maart 2025.